# Hildebad
Pour les articles homonymes, voir Hildebald.
Hildebad ou Ildebad (en gotique 𐌷𐌹𐌻𐌳𐌹𐌱𐌰𐌳𐌿𐍃/Hildibadus, en latin Heldebadus) (? - 541) est brièvement roi des Ostrogoths d'Italie, ayant été choisi pour remplacer Vitigès, qui s'était engagé dans des arrangements compliqués avec Bélisaire et avait quitté Ravenne pour Byzance (printemps/été 540). Hildebad règne un peu moins d'un an avant d'être assassiné par un Gépide lors d'un banquet en mai 541, peut-être à Pavie, où il avait établi sa capitale. Après un bref intervalle avec Éraric, il a pour successeur son neveu Totila.
Hildebad est le neveu de Theudis, un Ostrogoth devenu roi des Wisigoths d'Espagne.
Son bref règne est marqué par sa victoire écrasante sur Vitalius, gouverneur byzantin de l'Illyricum, et ses alliés hérules, dont le chef Wisand meurt au combat près de Trévise, en 540.